# Limbo (jogo eletrônico)
Limbo é um jogo eletrônico de quebra-cabeça em plataforma e o título de estreia da desenvolvedora dinamarquesa independente de jogos Playdead. O jogo foi lançado pela Microsoft Game Studios em julho de 2010 como um título exclusivo de plataforma para o Xbox Live Arcade, e foi, mais tarde, relançado pela Microsoft junto com um pacote de jogos de varejo que continha Trials HD e Splosion Man em abril de 2011. O jogo foi lançado para PlayStation Network e Microsoft Windows via Steam através da própria Playdead, após  o período de exclusividade anual para o Xbox 360 ter sido concluído. Limbo é um sidescroller 2D, incorporando um sistema de física que administra os objetos ambientais e o personagem do jogador. O jogador guia um menino anônimo através de ambientes e armadilhas perigosas enquanto procura por sua irmã mais velha. A desenvolvedora construiu os quebra-cabeças do jogo esperando que o jogador falhe antes de encontrar a solução correta. A Playdead chamou o estilo de jogar de "experiência e morte", e usou visualmente imagens pavorosas para as mortes do menino para guiar o jogador nas soluções difíceis de resolver.

Limbo recebeu análises positivas, mas sua história mínima polarizou críticas; alguns críticos acharam o trabalho em aberto com significados mais profundos que se ligam bem com as mecânicas do jogo, enquanto outros acreditaram que a falta de enredo significativo e o fim abrupto depreciou o jogo. Um ponto comum das análises dos críticos foi que o alto custo do jogo relativo à sua curta duração pode afastar jogadores da aquisição do título, mas alguns críticos entenderam que Limbo teve a duração ideal. O título foi o terceiro jogo mais vendido no serviço Xbox Live Arcade em 2010, gerando uma receita ao redor de $7,5 milhões. O título venceu vários prêmios de grupos da indústria após seu lançamento, e foi nomeado como um dos principais jogos de 2010 por várias publicações.

## Enredo
. O menino procura sua irmã desaparecida, e encontra apenas alguns personagens humanos que atacam e fogem dele.

## Jogabilidade

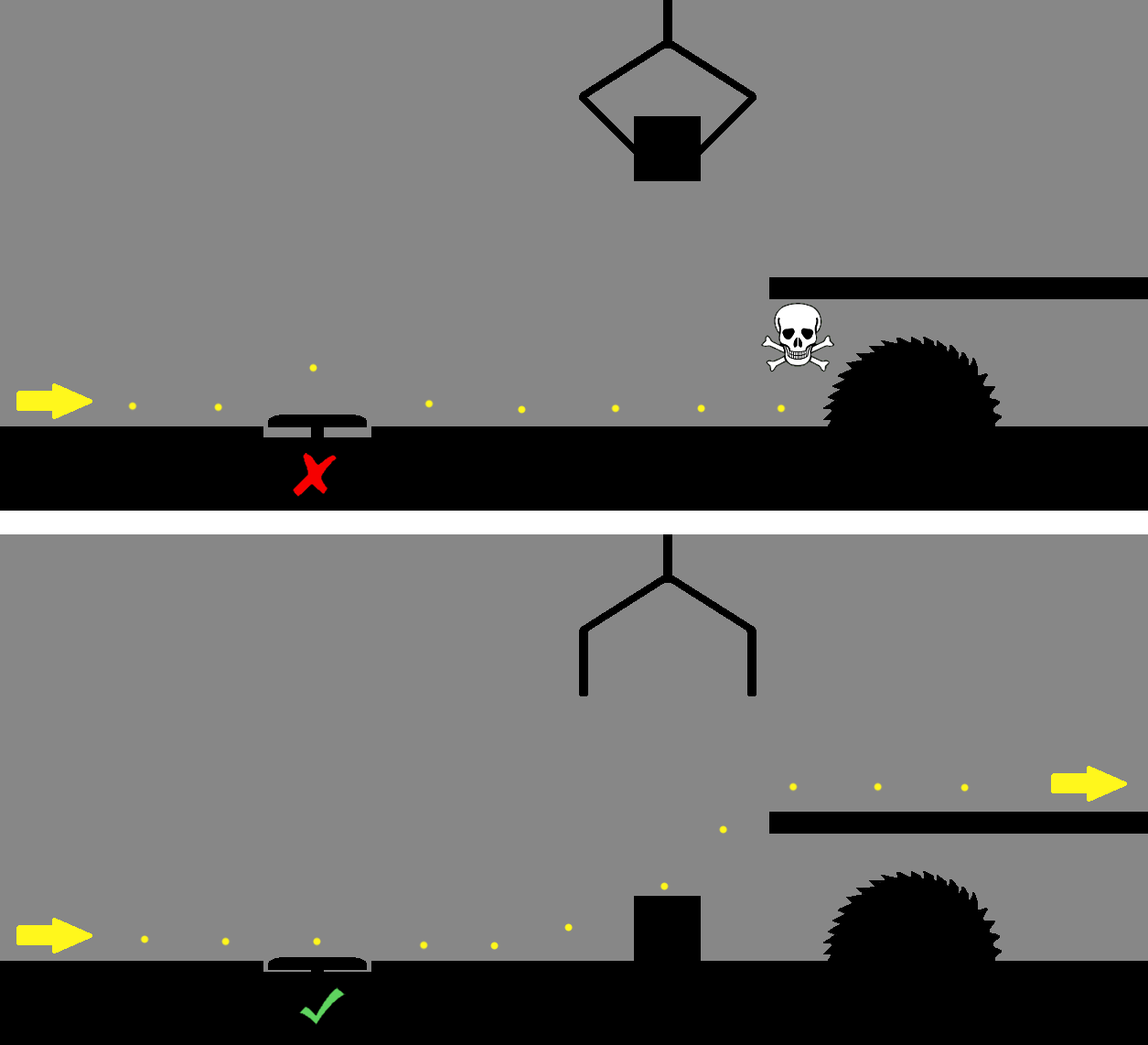
O conceito de "julgamento e morte" no jogo

O jogador controla o menino durante o jogo todo. Como é típico da maioria dos jogos de plataforma bidimensionais, o jogador pode fazer o menino correr para a esquerda ou direita na tela, pular, escalar curtas saliências ou subir e descer escadas e cordas, e empurrar ou puxar objetos. O jogo é exibido através de gráficos escuros, em tons de cinza e com sons de ambiente minimalista, criando um cenário misterioso e assombrado. Os visuais escuros também escondem numerosas armadilhas ambientais e físicas, tais como armadilhas para ursos no chão da floresta ou monstros nas sombras que tentarão matar o menino. Estes monstros incluem uma aranha gigante e vermes que cavam o cérebro do menino e o forçam a percorrer em uma direção até que o verme seja morto.
Caso isto aconteça, o jogador reinicia o jogo no último checkpoint; não há limite em quantas vezes isso pode acontecer. Contudo, o jogador pode frequentemente evitar estas armadilhas e, então, usá-las mais tarde, tal como usar uma armadilha de urso para prender numa carcaça de animal no fim de uma corda e puxando-a firme, permitindo que o menino suba em um saliência que se encontrava fora de alcance. Por causa destas armadilhas que não são conhecidas até que o jogador ative-as, os desenvolvedores chamaram o jogo de um jogo de "experiência e morte", que os jogadores irão provavelmente enfrentar várias mortes antes que solucionem cada quebra-cabeça e completem o jogo. Muitas mortes são animadas com imagens de desmembramento ou decapitação do menino, mas um filtro opcional de sangue coagulado escurece a tela, ao invés de mostrar estas mortes. Façanhas no jogo (objetivos opcionais dentro no jogo) incluem encontrar ovos ocultos de insetos e completar o jogo com cinco ou menos mortes.

## Desenvolvimento

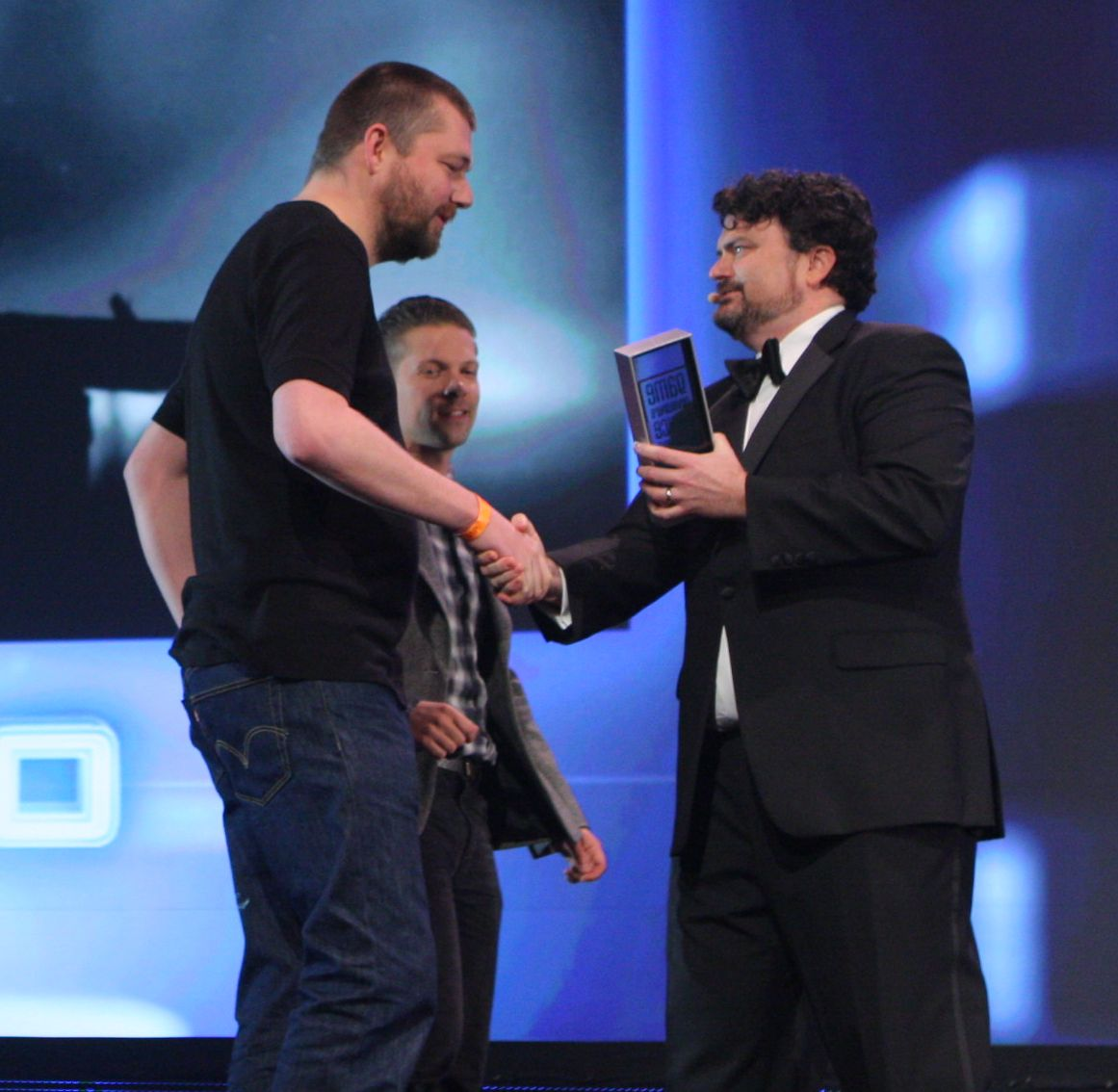
Arnt Jensen, diretor do jogo da Playdead (esquerda) e o artista Morten Bramsen (atrás) recebem o prêmio de "Melhor Arte Visual" por Limbo de Tim Schafer na Game Developers Choice Awards de 2011

De acordo com o sócio da Playdead Dino Patti, e o designer-chefe Jeppe Carlsen, o diretor do jogo da Playdead, Arnt Jensen, concebeu Limbo em torno de 2004. Naquele tempo, como um artista conceito na IO Interactive, Jensen ficou insatisfeito com a crescente natureza corporativa da companhia. Ele esboçou uma "imagem de humor" de um "lugar secreto" para obter ideias, e o resultado, similar ao fundo do jogo final, inspirou Jensen a expandir nisso. Inicialmente, Jensen tentou por conta própria programar o jogo no Visual Basic em torno de 2004, porém, descobriu que precisava de mais ajuda e prosseguiu para criar um trailer de estilo de arte em 2006. Apenas pretendeu em usar o trailer como um meio de recrutar um programador para ajudá-lo, mas o vídeo atraiu mais interesse no projeto através da Internet, eventualmente levando-o a conhecer Patti, que também estava insatisfeito com seu trabalho. Suas colaborações levaram a fundação da Playdead. Embora Patti tenha ajudado nos primeiros meses com a programação, ele percebeu que o projeto era muito maior do que eles poderiam lidar, e Patti desenvolveu o negócio em torno do desenvolvimento expandido do jogo.
O desenvolvimento inicial foi financiado pessoalmente por Jensen e Patti juntamente com os subsídios do governo dinamarquês, incluindo financiamento da Nordic Game Program, enquanto os grandes investidores foram solicitados mais tarde no ciclo de desenvolvimento. Jensen e Patti não queríam confiar nas principais publicadoras, preferindo reter todo o controle criativo no título em desenvolvimento. A princípio, Jensen planejou lançar Limbo como um título gratuito do Microsoft Windows, mas, a essa altura, Jensen e Patti decidiram fazer o jogo um título de varejo.
A Playdead escolheu ignorar assessoria externa de investidores e críticos durante o desenvolvimento, tal como a adição de modo multiplayer e níveis de dificuldade ajustáveis, e extensão da duração do jogo. De acordo com o Patti, a Playdead percebeu que essas mudanças quebrariam a integridade da visão original de Jensen. Numerosas iterações do jogo ocorreram durante dois anos e meio do ciclo de desenvolvimento, incluindo mudanças que Jensen exigiu para abrilhantar o título. Patti afirmou que eles "estragaram 70%" do conteúdo que tinham desenvolvido, devido a isso não se apropiar com o contexto do jogo. O tamanho do time de desenvolvimento do núcleo foi de cerca de 8 programadores, expandindo a 16 em vários estágios com profissionais autônomos. A Playdead desenvolveu as ferramentas de design para Limbo no Visual Studio; Patti comentou que provavelmente procuram aplicativos de terceiros para o seu próximo projeto perante os desafios na criação de sua própria tecnologia. Mais tarde, Patti revelou que tinham optado em usar o motor Unity para seu próximo projeto, citando o desenvolvimento de seu motor personalizado para Limbo como um "produto duplo, fazendo tanto o motor quanto o jogo", e que seu motor de Limbo é limitado aos visuais monocromáticos.
Limbo foi lançado em 21 de julho de 2010 no serviço Xbox Live Arcade, como o primeiro título na promoção anual do "Summer of Arcade". Embora a Entertainment Software Rating Board (ESRB) tenha listado entradas para Limbo para as plataformas PlayStation 3 e Microsoft Windows, a Playdead confirmou que isso foi um erro por parte da ESRB, e que eles não tinham planos para o jogo nestes sistemas. Mais tarde, Patti esclareceu que eles planejaram versões no Windows e PlayStation 3, ao lado da versão do Xbox 360 inicialmente, mas após a revisão das suas opções, decidiram ficar exclusivamente com o Xbox 360, em parte que a "Microsoft nos forneceu uma oportunidade excelente, da qual incluía uma grande quantidade de suporte para o título que no final significaria uma melhor visibilidade para o Limbo". De acordo com o produtor Mads Wibroe, parte de sua decisão para não lançar na plataforma Windows foi para evitar questões com a pirataria de software, algo que poderiam controlar no Xbox 360. Patti afirmou que a permanência exclusiva com a plataforma Xbox foi uma garantia que seriam capazes de compensar seu investimento no desenvolvimento do jogo. Patti afirmou que Limbo não será lançado para outro console, mas que seu próximo jogo, ainda em desenvolvimento desde outubro de 2010, pode ter lançamento mais amplo.
Contudo, em junho de 2011, usuários descobriram que um trailer para Limbo apareceu no serviço de software Steam, que jornalistas, tal como PC Gamer, tomaram como um sinal preliminar que uma versão para o Microsoft Windows seria lançada. Similarmente, uma possível versão para o PlayStation 3 foi projetada com base no aparecimento do título no Korea Media Rating Board em junho de 2011. Em 30 de junho de 2011, a Playdead anunciou que suas portas do jogo para o PlayStation 3 via PlayStation Network, e para o Microsoft Windows via Steam, mais tarde foram estabelecidas em 19 de julho e 2 de agosto de 2011, respectivamente. Patti esclareceu que sua mudança de ideia da sua então aproximação exclusiva com o Xbox 360 foi porque "queremos que tantas pessoas joguem nossos jogos quanto possível". O lançamento foi definido para quase um ano depois da disponibilidade original da versão do Xbox 360, após a expiração dos direitos de exclusividade com o Xbox 360 para o jogo. Ambas as versões para PlayStation 3 e Windows do jogo tem conteúdo secreto adicional, de acordo com Patti; é desconhecido se este conteúdo será adicionado num patch para a versão do Xbox 360.
Em abril de 2011, uma distribuição de varejo do Xbox 360 de Limbo ao lado de outros jogos independentes como Trials HD e 'Splosion Man foi lançada.

### Direção da história, arte e música
Desde o princípio do jogo, Jensen demonstrou três objetivos para o produto final de Limbo. O primeiro objetivo foi criar uma atmosfera específica e um estilo de arte. Jensen queria criar uma estética para o jogo sem recorrer a modelos tridimensionais altamente detalhados, e em vez disso, dirigiu a arte para um estilo minimalista para permitir o desenvolvimento focar a sua atenção na jogabilidade. O segundo objetivo de Jensen era de apenas requerer dois controles adicionais—pular e agarrar—fora os controles de movimento de esquerda e direita normais, para manter o jogo fácil de jogar. Finalmente, o jogo finalizado era de não apresentar um texto tutorial ao jogador, requerendo que os jogadores aprendessem a mecânica do jogo por conta própria. O jogo foi intencionalmente desenvolvido para evitar detalhes reveladores de seu conteúdo; o único mote que a companhia forneceu foi, "Incerto do destino de sua irmã, um menino entra no Limbo." Isso foi escolhido para que os jogadores pudessem interpretar o significado do jogo por si mesmos.
Jensen extraiu inspiração de gêneros de filmes, incluindo trabalhos de film noir, para definir o estilo de arte do jogo; o artista gráfico da equipe, Morten Bramsen, é creditado com recreação digitalmente daquele estilo de arte. Grande parte do fluxo do jogo teve seu storyboard definido muito cedo no desenvolvimento, tal como o encontro do menino com as aranhas e os vermes controladores de mente, bem como a transição total de uma floresta para uma cidade, depois para um cenário abstrato. Conforme o desenvolvimento progredia, algumas ideias originais se tornaram muito difícies para a pequena equipe completar; originalmente, as sequências da aranha eram para estar presentes perto do fim do jogo, todavia, foram movidas para a primeira parte. Em retrospecto, Jensen estava ciente que a primeira metade do jogo continha mais eventos e encontros programados, enquanto a segunda metade do jogo era mais solitária e com quebra-cabeças difícies; Jensen atribui isto a sua falta de fiscalização durante os últimos estágios de desenvolvimento.
O áudio do jogo foi criado por Martin Stig Andersen, um graduado com especialização em música acusmática pela Academia Real de Música em Aarhus. Andersen buscou criar uma não-tradicional música acusmática exclusivamente incorporando os efeitos de som dos cenários do jogo; um exemplo que ele apontou foi o uso de barulhos de eletricidade enquanto na presença de um letreiro de "HOTEL" de néon em ruínas. Muitas análises para o jogo afirmaram que não há música em Limbo, mas Andersen contrariou que seus arranjos de som ajudaram a evocar emoções; a música acusmática foi planejada para deixar espaço para interpretação do jogador da mesma maneira que a arte e a história do jogo. Devido a pedido de fãs, a Playdead lançou a trilha sonora do jogo na iTunes Store em 11 de julho de 2011.

### Direção de jogabilidade

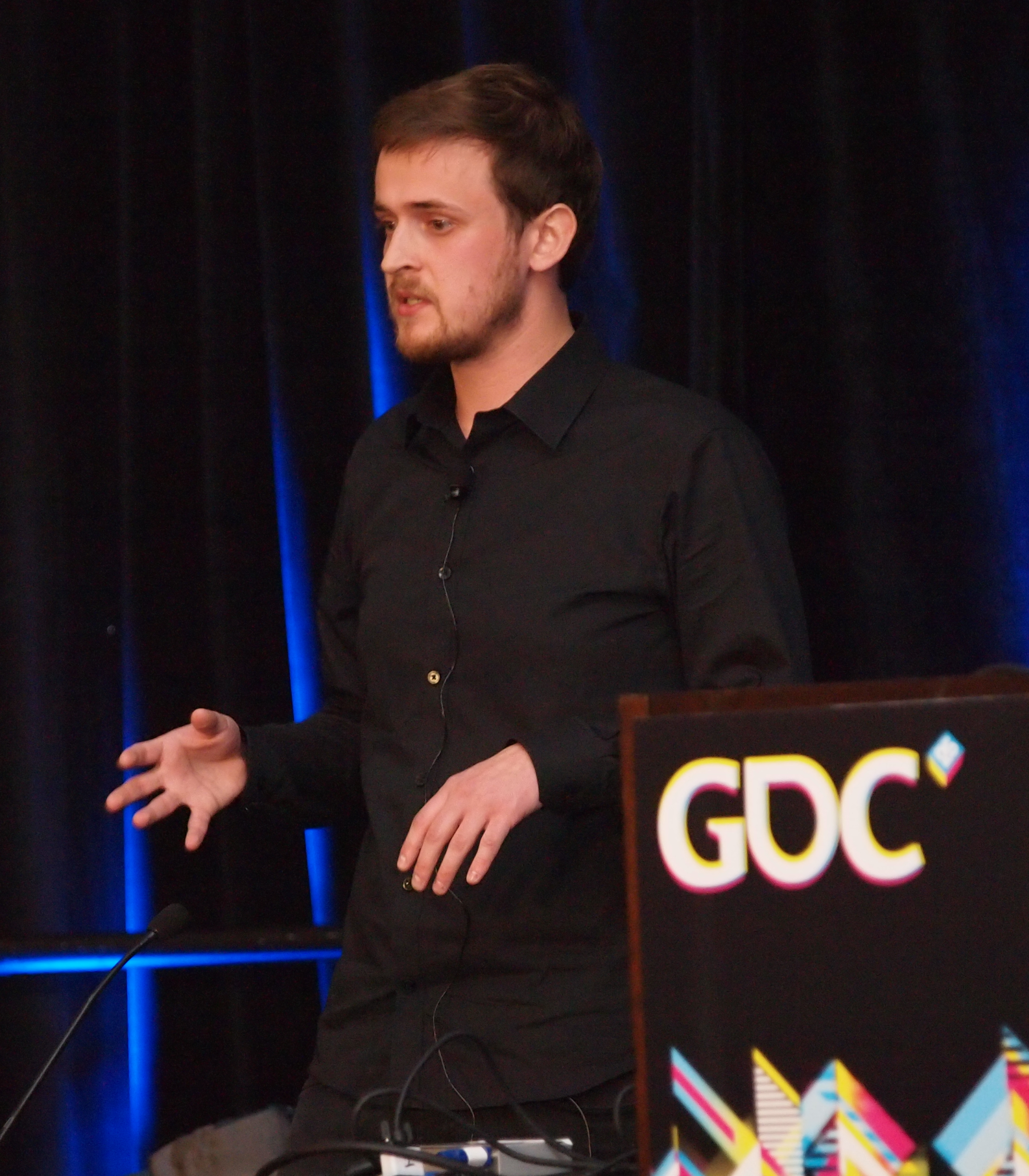
Jeppe Carlsen, o designer-chefe dos quebra-cabeças de Limbo, discursando na Game Developers Conference de 2011

Limbo foi projetado para evitar armadilhas dos principais títulos, onde o mesma mecânica de jogabilidade é usada repetidamente. Inicialmente, Carlsen veio a equipe como um programador para o motor de jogo personalizado, tornou-se o designer-chefe após a Playdead descobrir que ele é capaz de criar quebra-cabeças. Carlsen afirmou que os quebra-cabeças dentro de Limbo foram projetados para "[manter] você adivinhando todos os caminhos do princípio ao fim". Jensen também queria que os quebra-cabeças fossem como uma parte natural do cenário, e evitar o sentimento que o jogador estava simplesmente movendo quebra-cabeça de quebra-cabeça através do progresso do jogo. Carlsen identificou exemplos de quebra-cabeças de outros jogos que ele queria evitar. Ele queria evitar quebra-cabeças simples que dão ao jogador pouca satisfação em sua solução, tal como um quebra-cabeça em Uncharted 2: Among Thieves que envolvia movimentação simples de um vidro ensolarado em pontos específicos da sala. Em contraste, Carlsen queria evitar fazer o quebra-cabeça muito complexo com muitas partes separadas que o jogador recorreria a tentativa e erro e eventualmente resultaria com a solução sem pensamento sobre como a solução funcionou; Carlsen usou um exemplo de um quebra-cabeça do jogo de 2008 Prince of Persia que tinha sete diferentes mecanismos que ele nunca se preocupou em calcular por si mesmo. Carlsen projetou os quebra-cabeças de Limbo para ficar entre este limites, demonstrando um quebra-cabeça que tem apenas três elementos: um painel de comando, um chão eletrificado, e uma corrente; o objetivo—usar a corrente para atravessar o chão eletrificado—é imediatamente óbvio ao jogador, e então atarefa o jogador a determinar a combinação adequada de movimentos e tempo para completar com segurança. A decisão de fornecer pouca informação ao jogador foi um desafio inicial na criação do jogo. Primeiro, analistas de jogos não teriam ideia de como resolver certos quebra-cabeças. Para melhorar isso, eles criaram cenários antes de locais perturbadores que destacavam as ações apropriadas; como por exemplo, quando encontraram jogadores que não pensam em puxar um barco para a margem para usar como uma plataforma a alcançar uma saliência mais alta, eles apresentaram ao jogador uma caixa de puxar antes para demonstrar o mecanismo de puxar.
A equipe desenvolveu os quebra-cabeças do jogo prigmeiramente presumindo que o jogador fosse seu "pior inimigo", e fizeram quebra-cabeças mais desonestos quanto possível, mas depois diminuíram a sua dificuldade ou adicionaram apoio visual ou audível como se o jogador fosse um amigo. Um exemplo dado por Carlsen é um quebra-cabeça envolvendo uma aranha no início do jogo; a solução requer empurrar uma armadilha de urso para capturar as pernas da aranha com isso. Os primeiros projetos do quebra-cabeça tinham a armadilha de urso na mesma tela que a da aranha, e a Playdead encontrou analistas de jogos focados demais na armadilha. Os desenvolvedores alteraram o quebra-cabeça e colocaram a armadilha numa árvore em uma zona anterior fora da tela onde se enfrenta a aranha; as ações da aranha eventualmente causariam a queda desta armadilha ao chão e tornariam uma arma contra a aranha. Carlsen afirmou que sua combinação criou uma situação onde o jogador se sentiria desamparado onde inicialmente seria apresentado com uma aranha mortal, mas depois de ouvir um sinal audível da armadilha caindo, o jogador seria capaz de descobrir a solução.
A Playdead incluiu sequências de mortes macabras para realçar as soluções incorretas e desencorajar os jogadores de repetirem seus erros. Enquanto eles esperavam jogadores para fazer o menino correr em numerosas mortes enquanto tentavam soluções, Carlsen afirmou que seu objetivo foi assegurar que a morte não foi uma penalidade no jogo, e fizeram divertidas animações de morte para manter o jogador interessado. Carlsen observou vários quebra-cabeças iniciais que eram muito complexos para o jogo, mas eles acabariam usando uma porção destes quebra-cabeças maiores no lançamento final.

## Recepção
O lançamento inicial de Limbo no Xbox 360 recebeu aclamação universal de críticos e jornalistas de vídeo game; o lançamento subsequente do jogo para as plataformas PlayStation 3 e Microsoft Windows recebeu elogios similares, mantendo as pontuações totais da Metacritic de 90/100 e 88/100, respectivamente, comparado ao 90/100 ganho para a versão de Xbox 360. Alguns jornalistas compararam Limbo a jogos minimalistas de plataformas anteriores, tal como Out of This World, Flashback, Heart of Darkness, Oddworld: Abe's Oddysee, Ico, Portal e Braid. Análises consistentemente observaram a curta duração de Limbo por seu preço de venda mais alto: de três a seis horas de jogo por 15 euros ou 15 dólares. Críticos afirmaram que essa relação de preço e duração foi a maior desvantagem do jogo, e seria um impedimento para compradores em potencial. Alguns jornalistas sustentaram que a duração do jogo foi a ideal; Tom Hoggins da The Daily Telegraph considerou que o curto jogo tem um "tempo de duração perfeito", enquanto Daemon Hatfield da IGN comentou que "é melhor para um jogo deixar-nos esperando por mais do que ficar mais que o necessário". Vários desenvolvedores independentes de jogos, num organizado esforço "Tamanho Não Importa", comentaram a resposta crítica da relação duração e preço de Limbo. Os desenvolvedores independentes questionaram a necessidade de qualificar a relação, e observaram que isso parece apenas ser usado como um fator em julgar os vídeo games e não outras formas de entretenimento, tal como os filmes.
Limbo foi comumente elogiado por seu modelo de quebra-cabeça e a simplicidade de seus controles. Jake Gaskill da G4 TV ficou impressionado pela complexidade de quebra-cabeças baseado nas duas ações simples de pular e agarrar objetos, similar a LittleBigPlanet, com uma variedade de elementos para assegurar que "esteja sempre enfrentando algo novo e desafiador" durante o jogo. Matt Miller da Game Informer comentou que a parte de sucesso de Limbo é que "cada um destes [quebra-cabeças] estão sozinhos"; o jogo realiza isso na opinião de Miller por variar os elementos em todo o jogo, e impedindo o jogador de ficar acostumado demais em soluções similares, uma vez que "tudo muda". Ryan Scott da GameSpy acredita que o jogo habilitou o jogador a trabalhar inteiramente soluções por si mesmo, e seu modelo de quebra-cabeça, "com sua simplicidade elegante, oferece uma sensação de um mundo de possibilidades significativas". A frequência de mortes não foi considerada uma distração no jogo; não somente foram as mortes vistas como uma parte nehcessária da aprendizagem e superação de cada obstáculo, mas os críticos acharam que os checkpoints onde o jogador reinicia são abundantes em todo o jogo. Will Freeman do The Guardian elogiou o jogo mas observou que além da "fumaça e vidros" da obra de arte de Limbo, o jogo é enfraquecido pela falta do título de jogabilidade inovadora", que diz ter visto em jogos de plataforma anteriores.

### Apresentação
A apresentação gráfica e auditiva de Limbo foram consideradas pelos críticos como elementos excepcionais e poderosos do jogo. A abordagem monocromática, acoplada com o filtro de grão, focalizando técnicas e iluminação, foram comparadas ao film noir e telas quiméricas de filmes mudos, permitindo que os elementos visuais do jogo transportassem muito do peso da história. Cian Hassett da PALGN comparou o efeito a assistir o jogo através de um projetor de filme antiquado que cria "um dos mais inquietantes e assutadoramente belos cenários" nos vídeo games. Garrett Martin do Boston Herald comparou o estilo de arte e as decisões de projeto de jogo ao expressionismo alemão com "níveis quiméricos que torcem e giram em ângulos inesperados". O estilo de arte, por si só, foi elogiado como minimalista, e considerado retrospectivo a arte de Lotte Reiniger, Edward Gorey, Fritz Lang, e Tim Burton. O uso de orientação errada nos visuais também foi elogiado, tal como o uso de silhuetas para evitar a revelação da natureza verdadeira dos personagens ou sombras, ou a exposição de figuras humanas além de um vácuo que desaparece logo que o jogador cruza-o.
Críticos fundamentaram que os efeitos de som dentro do jogo foram críticos para o impacto dele. Sam Machkovech, escrevendo para o The Atlantic, chamou a direção do som de, "muito mais colorida e orgânica que os olhares escondidos te conduziriam a acreditar". A crítica da revista Edge notou que os poucos ruídos de fundo "[fazem] um pouco mais do que contribuir para a tonalidade de Limbo", enquanto os efeitos sonoros gerados para mover o personagem do menino "é dada uma estranha claridade sem a presença de trilha sonora convencional para envolvê-los".
Hatfield da IGN concluiu sua crítica declarando, "Pouquissímos jogos são tão originais, atmosféricos, e constantemente brilhantes como Limbo". Chad Sapeiha do The Globe and Mail resumiu sua opinião da atmosfera do jogo como uma "intensamente assustadora, estranhamente bela, e sem demora, presa a estética." Limbo é dito como sendo o primeiro jogo a tentar uma mistura do gênero de ficção de horror com jogos de plataforma. O jogo foi considerado um jogo arte por seus elementos visuais e auditivos.

### Enredo
A história do jogo e seu fim abriram muita interpretação; o fim foi intencionalmente deixado vago e sem respostas pela Playdead. Isso foi comparado a outros livros, filmes e vídeo games em aberto, onde o espectador é deixado a interpretar o que eles leram ou viram. Alguns críticos sugeriram que o jogo é uma representação da natureza religiosa do Limbo e do purgatório, visto que o personagem do menino completa a jornada apenas para terminar do mesmo lugar que começou, repetindo a mesma jornada quando o jogador inicia um novo jogo. Outra interpretação sugeriu que o jogo é a jornada do menino através do Inferno para alcançar o Céu, ou para encontrar o fecho da morte de sua irmã. Uma outra teoria considera que ou o menino ou sua irmã ou ambos estão mortos. Algumas teorias tentaram incorporar detalhes do jogo, tal como a mudança de cenário conforme o menino percorre através do jogo, sugerindo a progressão de homem a partir de criança para adulto para idoso, ou as semelhanças e diferenças entre a tela final do jogo onde o menino encontra uma menina e o menu principal onde o que poderia ser restos humanos estão em seus lugares.
A falta de narrativa direta, tal como as cutscenes contínuas ou o texto dentro do jogo, foram um ponto misto para os críticos. John Teti da Eurogamer considerou que a história base do jogo é metafórica para uma "história de busca por companhia", e que os poucos encontros com personagens humanos serviram como um "critério emocional" que levou a história adiante; por fim, Teti afirmou que estes elementos fazem Limbo "um jogo que tem muito poucos humanos, mas excede em humanidade". Hatfield elogiou a simplicidade da história do jogo, comentando que, "com nenhum texto, nenhum diálogo, e nenhuma explicação, isso domina a comunicar a circunstância e causalidade para o jogador mais que simplesmente a maioria dos jogos". Tanto Teti quanto Hatfield observaram que alguns elementos da história foram mais fracos na segunda metade do jogo, onde quase não há personagens humanos com quem o jogador entra em contato, mas que o jogador termina com uma revelação inesperada. Tom McShea da GameSpot não fundamenta pontos controversos com as questões emitidas pelo jogo em "morte contra vida e realidade contra sonho", mas propositalmente não fornece respostas para elas, permitindo que o jogador contemple estas por conta própria. McShae considerou também que as breves porém macabras cenas de morte para o menino ajudaram a criar uma "iminência emocional que é difícil de esquecer". Stu Horvath do New York Daily News notou que Limbo "transforma sua falta de narrativa óbvia em um dos mais convincentes enigmas nos videogames".
Outras críticas não gostaram da falta de história ou sua apresentação dentro de Limbo. Justin Haywald da 1UP.com foi crítico a falta de narrativa, sentindo que o jogo falhou em explicar o propósito de armadilhas construídas ou lógica para como o mundo do jogo funcionou, e que o ato final o deixou "mais confuso do que quando começou". Haywald constratou Limbo a Braid, um jogo de plataforma similiar com elementos minimalistas que comunica sua história metafórica ao jogador através de texto dentro do jogo. Roger Hargreaves do Metro declarou que o jogo tem "muito pouca evidência que realmente [a Playdead] sabia aonde eles estavam levando o jogo", mencionando a segunda metade, onde o jogador está percorrendo através do cenário de um tipo de fábrica e onde ele reconheceu que o jogo se tornou mais como um típico jogo de plataforma bidimensional, e levou a um fim anticlimático; Hargreaves contrastou isto a mais elementos macabros da primeira parte, tal como o encontro de cadáveres de crianças e ter que usá-los como parte do aspecto da solução do quebra-cabeça.

### Vendas e prêmios

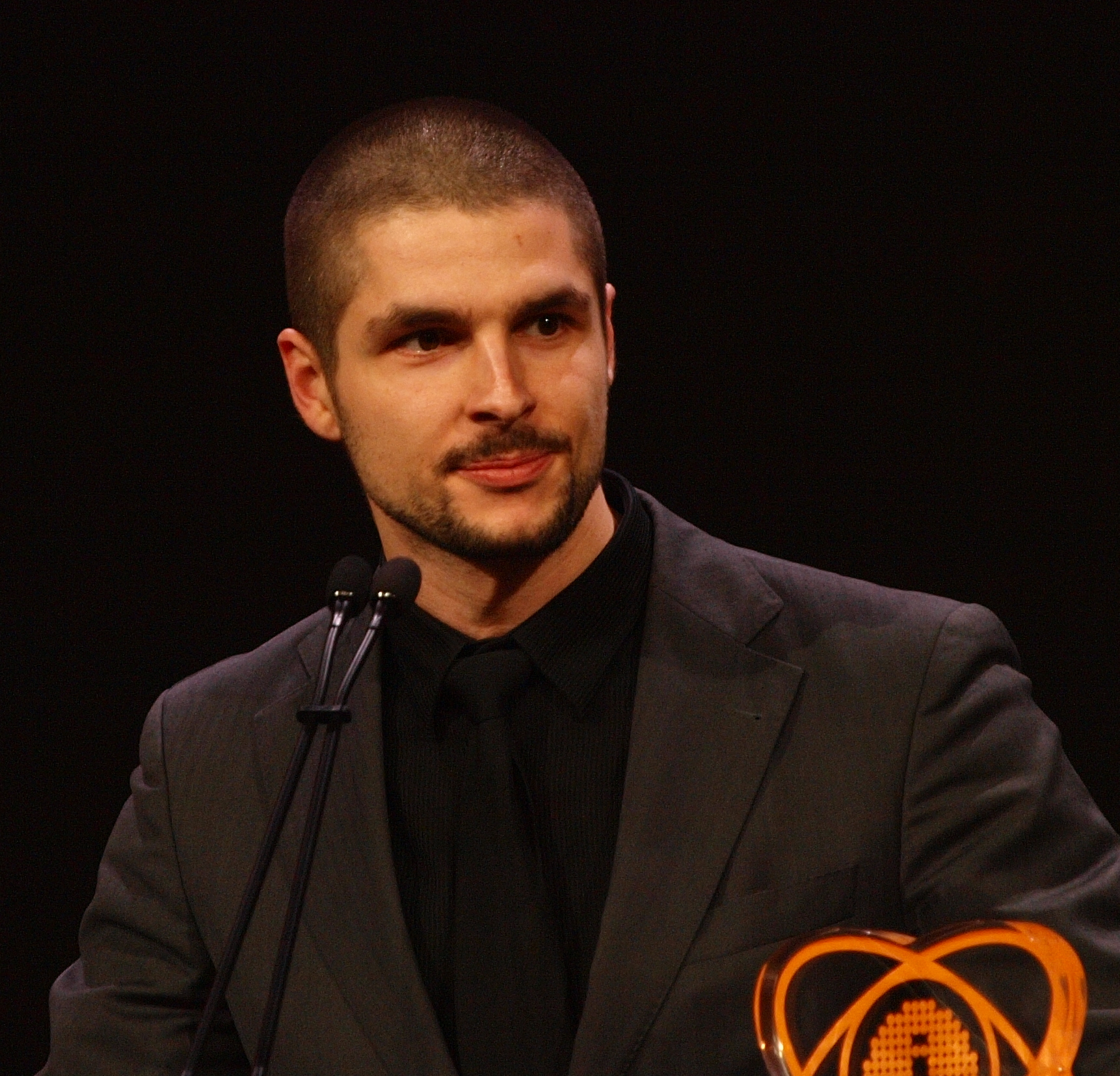
Co-fundador da Playdead e desenvolvedor de Limbo, Dino Patti, recebendo um dos prêmios do Independent Games Festival na Game Developers Conference de 2010

Antes de seu lançamento, Limbo foi premiado com ambos os títulos de "Excelência Técnica" e "Excelência em Arte Visual" no Independent Games Festival durante a Game Developers Conference de 2010. Na Electronic Entertainment Expo de 2010—cerca de um mês antes de seu lançamento—Limbo venceu o "Melhor Jogo Baixável" da GameSpot, e foi indicado para vários outros prêmios de "Best of Show", incluindo "Melhor Jogo de Plataforma" pela IGN, "Jogo Mais Original" pela G4 TV, e "Melhor Jogo de Quebra-Cabeça" pela GameSpot. O jogo foi indicado como um dos 32 finalistas no festival da IndieCade de 2010 por desenvolvedores independentes, enfim ganhando o prêmio de "Som".
Após seu lançamento, Limbo foi nomeado a "Jogo do Ano", "Melhor Jogo Independente", e "Melhor Arte Visual" na European Milthon Awards de 2010 durante o Paris Game Show em setembro de 2010. Game Informer nomeou Limbo seu Jogo do Mês em agosto de 2010. Limbo foi premiado o "Melhor Jogo Independente" no Spike Video Game Awards de 2010. O jogo recebeu a maioria das indicações na 11ª edição do Game Developers Choice Awards, ganhando sete indicações incluindo os prêmios de "Melhor Jogo de Estreia", "Inovação" e "Jogo do Ano", e por fim ganhou por "Melhor Arte Visual". O título ganhou os prêmios da Interactive Achievement Awards por "Jogo de Aventura do Ano" e "Conquista Notável em Design de Som" da Academy of Interactive Arts & Sciences e foi indicado por "Conquista Notável em Direção de Jogo" e "Inovação Notável em Jogo". A Academia também nomeou Limbo como o vencedor do prêmio de Desafio de Jogo Independente de 2010 na categoria "Profissional", junto com um prêmio de $100.000. O jogo foi selecionado em 2010 como o Melhor Video Game Animado pelo Annie Award. Limbo foi nomeado como um dos dez jogos para o "Jogo do Ano" de 2011 publicamente votado pela BAFTA Video Game Awards. Além disso, o jogo foi indicado pelo comitê fixo da BAFTA aos prêmios de "Conquista Artística", "Uso de Áudio", "Jogabilidade" e "Melhor Jogo". A inclusão do independentemente desenvolvido Limbo no meio de maiores jogos comercialmente apoiados, tal como Assassin's Creed: Brotherhood e Call of Duty: Black Ops para os prêmios de "Melhor Jogo" é considerado um indício que a indústria de vídeo game tem começado a dar mais reconhecimento a estes títulos menores.
Várias publicações, incluindo Time, Wired e o Toronto Sun reconheceram Limbo como um dos dez principais vídeo games de 2010. A IGN nomeou-o o terceiro melhor título da Xbox Live Arcade de todos os tempos em uma lista de setembro de 2010, seguido por Shadow Complex e Pac-Man Championship Edition. Limbo foi parodiado pela trupe de comédia Mega64 durante a Games Developer Conference de 2011.
Dentro de duas semanas de seu lançamento no Xbox Live Arcade, Limbo ganhou mais de 244.000 jogadores nos rankings globais—uma medida vermelha de vendas totais do jogo—o que foi considerado um "incrivelmente feito impressionante" comparado a títulos anteriores do Xbox Live Arcade, de acordo com Ryan Langley da GamerBytes. Dentro de um mês de seu lançamento, mais de 300.000 cópias do jogo foram vendidas. Até o fim de agosto de 2010, o número de jogadores no ranking global cresceu para 371.000, superior ao número de jogadores de outros jogos do Summer of Arcade lançado em 2009, e aproximando o número de jogadores do tempo de vida de Braid, lançado dois anos antes. Langley, que esperava que as vendas de Limbo caíssem "devido a falta de conteúdo repetível e por ser estritamente uma experiência single player", considerou que estas figuras "bateram as expectativas de todos". Phil Spencer, o vice-presidente da Microsoft Game Studios, declarou em setembro de 2010 que Limbo foi "nosso jogo número um do Summer of Arcade por um longo trecho", e além disso afirmou que Limbo repesenta uma mudança no tipo de jogo que os gamers querem dos serviços de jogos sob-demanda online; "está se tornando menos icônica [a propriedade intelectual] que as pessoas sabem e está se tornando mais diversa". Limbo foi o terceiro maior título de vendas do Xbox Live Arcade em 2010, vendendo 527.000 e gerando cerca de $7.5 milhões em renda. Em março de 2011, a Microsoft listou Limbo como o 11º maior jogo em vendas até à data no Xbox Live. A Playdead afirmou que mais de dois milhões de usuários no serviço do Xbox 360 jogaram até o fim do demo dentro do ano de lançamento do jogo. Aplicações para subsídios da Nordic Game Program, da qual financiou o desenvolvimento inicial de Limbo, aumentaram 50% no segundo semestre de 2010, acreditando estar ligado ao sucesso do jogo. A Playdead foi capaz de pagar isso devolta aos investidores em agosto de 2011 com a receita feita pelas vendas de Limbo.